# Атлетика на Летњим параолимпијским играма 2016 — 100 метара за жене T43-Т44
Трка на 100 метара у класама 43 и 44 за жене, била је једна од 29 дисциплина атлетског програма на Летњим параолимпијским играма 2016. у Рио де Жанеиру, Бразил. Такмичење је одржано 17. септембра на Олимпијском стадиону Жоао Авеланж.

## Земље учеснице
Учествовало је 15 такмичарки из 11 земаља.
1. Италија (2)
2. Јапан (2)
3. Канада (1)
4. Немачка (1)
5. САД (2)
6. Тринидад и Тобаго (1)
7. Уједињено Краљевство (2)
8. Француска (2)
9. Холандија (3)
10. Швајцарска (1)
11. Шпанија (1)

## Рекорди пре почетка такмичења
(стање 8. септембра 2016.)

### Класа Т43
| Рекорди пре почетка Параолимпијских игара 2016.     | Рекорди пре почетка Параолимпијских игара 2016. | Рекорди пре почетка Параолимпијских игара 2016. | Рекорди пре почетка Параолимпијских игара 2016. | Рекорди пре почетка Параолимпијских игара 2016. | Рекорди пре почетка Параолимпијских игара 2016. |
| --------------------------------------------------- | ----------------------------------------------- | ----------------------------------------------- | ----------------------------------------------- | ----------------------------------------------- | ----------------------------------------------- |
| Светски рекорд                                      | 12,79                                           | Марлоу ван Ријн                                 | Холандија                                       | Нотвил, Швајцарска                              | 28. мај 2016.                                   |
| Параолимпијски рекорд                               | 13,27                                           | Марлоу ван Ријн                                 | Холандија                                       | Лондон, Уједињено Краљевство                    | 1. септембар 2012.                              |
| Рекорди после завршених Параолимпијских игара 2016. |                                                 |                                                 |                                                 |                                                 |                                                 |
| Параолимпијски рекорд                               | 13,02                                           | Марлоу ван Ријн                                 | Холандија                                       | Рио де Жанеиро, Бразил                          | 17. септембар 2016.                             |

### Класа Т44
| Рекорди пре почетка Параолимпијских игара 2016.     | Рекорди пре почетка Параолимпијских игара 2016. | Рекорди пре почетка Параолимпијских игара 2016. | Рекорди пре почетка Параолимпијских игара 2016. | Рекорди пре почетка Параолимпијских игара 2016. | Рекорди пре почетка Параолимпијских игара 2016. |
| --------------------------------------------------- | ----------------------------------------------- | ----------------------------------------------- | ----------------------------------------------- | ----------------------------------------------- | ----------------------------------------------- |
| Светски рекорд                                      | 12,98                                           | Април Холмс                                     | Сједињене Државе                                | Атланта, САД                                    | 1. јул 2006.                                    |
| Параолимпијски рекорд                               | 13,13                                           | Април Холмс                                     | Сједињене Државе                                | Атина, Грчка                                    | 22. септембар 2004.                             |
| Рекорди после завршених Параолимпијских игара 2016. |                                                 |                                                 |                                                 |                                                 |                                                 |
| Светски рекорд                                      | 12,93                                           | Софи Камлиш                                     | Велика Британија                                | Рио де Жанеиро, Бразил                          | 17. септембар 2016.                             |
| Параолимпијски рекорд                               | 12,93                                           | Софи Камлиш                                     | Велика Британија                                | Рио де Жанеиро, Бразил                          | 17. септембар 2016.                             |

## Сатница
| Датум               | Време | Ниво               |
| ------------------- | ----- | ------------------ |
| 17. септембар 2016. | 12:24 | Квалификације (Г1) |
| 17. септембар 2016. | 12:30 | Квалификације (Г2) |
| 17. септембар 2016. | 20:34 | Финале             |

Сва времена су по локалном времену (UTC+3)

## Освајачи медаља
|                             |                            |                                |
| Марлоу ван Ријн · Холандија | Ирмгард Бенсусан · Немачка | Њошиа Каин · Тринидад и Тобаго |

## Резултати
==== Квалификације ====7
Квалификације су одржане 17.9.2016. годину у 12:24 и 12:30. Такмичарке су биле подељене у три групе. У финале су се пласирале прве две такмичарке из сваке групе и 2 на основу резултата.,,
| Пласман | Група | Атлетичарка             | Земља                | Класа | ЛР    | ЛРС   | Резултат | Белешка        |
| ------- | ----- | ----------------------- | -------------------- | ----- | ----- | ----- | -------- | -------------- |
| 1.      | 3     | Софи Камлиш             | Уједињено Краљевство | Т44   | 13,26 | 13,26 | 12,93    | КВ, СР, ПР, ЛР |
| 2.      | 1     | Ирмгард Бенсусан        | Немачка              | Т44   | 13,02 | 13,02 | 13,08    | КВ             |
| 3.      | 3     | Мари-Амели Ле Фур       | Француска            | Т44   | 13,12 | 13,29 | 13,27    | КВ, ЛРС        |
| 4.      | 2     | Марлоу ван Ријн         | Холандија            | Т43   | 12,79 | 12,79 | 13,31    | КВ             |
| 5.      | 2     | Њошиа Каин              | Тринидад и Тобаго    | Т44   | 27,80 | 27,32 | 13,32    | КВ, ЛРС        |
| 6.      | 1     | Марлен ван Гансевинкел  | Холандија            | Т44   | 13,36 | 13,36 | 13,38    | КВ             |
| 7.      | 3     | Саки Такакува           | Јапан                | Т44   | 13,59 | 13,59 | 13,43    | кв, РР, ЛР     |
| 8.      | 2     | Лаура Шугар             | Уједињено Краљевство | Т44   | 13,55 | 13,58 | 13,59    | кв             |
| 9.      | 1     | Мариса Папаконстантиноу | Канада               | Т44   | 13,78 | 13,78 | 13,65    | ЛР             |
| 10.     | 1     | Еприл Холмс             | САД                  | Т44   | 13,27 | 13,48 | 13,69    |                |
| 11.     | 1     | Абаси Рахмани           | Швајцарска           | Т43   | 14,10 | 14,10 | 13,71    | ЛР             |
| 12.     | 2     | Фемита Ајанбеку         | САД                  | Т44   | 13,44 | 13,44 | 13,76    |                |
| 13.     | 3     | Флер Џонг               | Холандија            | Т43   | 13,52 | 13,80 | 13,92    |                |
| 14.     | 1     | Сара Андрес Барио       | Шпанија              | Т43   | 14,77 | 14,77 | 14,06    | ЛР             |
| 15.     | 3     | Федерика Масперо        | Италија              | Т43   | 14,49 | 14,49 | 14,37    | ЛР             |
| 16.     | 2     | Маја Наканиши           | Јапан                | Т44   | 13,84 | 13,90 | 14,40    |                |
| 17.     | 2     | Ђусепина Версаче        | Италија              | Т43   | 14,44 | 14,81 | 14,42    | ЛР             |
| 18.     | 3     | Лиз Вилис               | САД                  | Т44   | 14,14 | 14,14 | 14,43    |                |

### Финале
Такмичење је одржано 17.9.2016. годину у 20:34,,
| Пласман | Атлетичарка            | Земља                | Класа | Резултат | Белешка |
| ------- | ---------------------- | -------------------- | ----- | -------- | ------- |
|         | Марлоу ван Ријн        | Холандија            | Т43   | 13,02    | ПР      |
|         | Ирмгард Бенсусан       | Немачка              | Т44   | 13,04    |         |
|         | Њошиа Каин             | Тринидад и Тобаго    | Т44   | 13,10    | ЛР      |
| 4.      | Софи Камлиш            | Уједињено Краљевство | Т44   | 13,16    |         |
| 5.      | Лаура Шугар            | Уједињено Краљевство | Т44   | 13,37    | ЛР      |
| 6.      | Мари-Амели Ле Фур      | Француска            | Т44   | 13,40    |         |
| 7.      | Марлен ван Гансевинкел | Холандија            | Т44   | 13,64    |         |
| 7.      | Саки Такакува          | Јапан                | Т44   | 13,65    |         |